# Бречазека (Л'Аквила)
Бречазека (итал. Brecciasecca) је насеље у Италији у округу Л'Аквила, региону Абруцо.
Према процени из 2011. у насељу је живело 69 становника. Насеље се налази на надморској висини од 758 м.